# Złotokłos

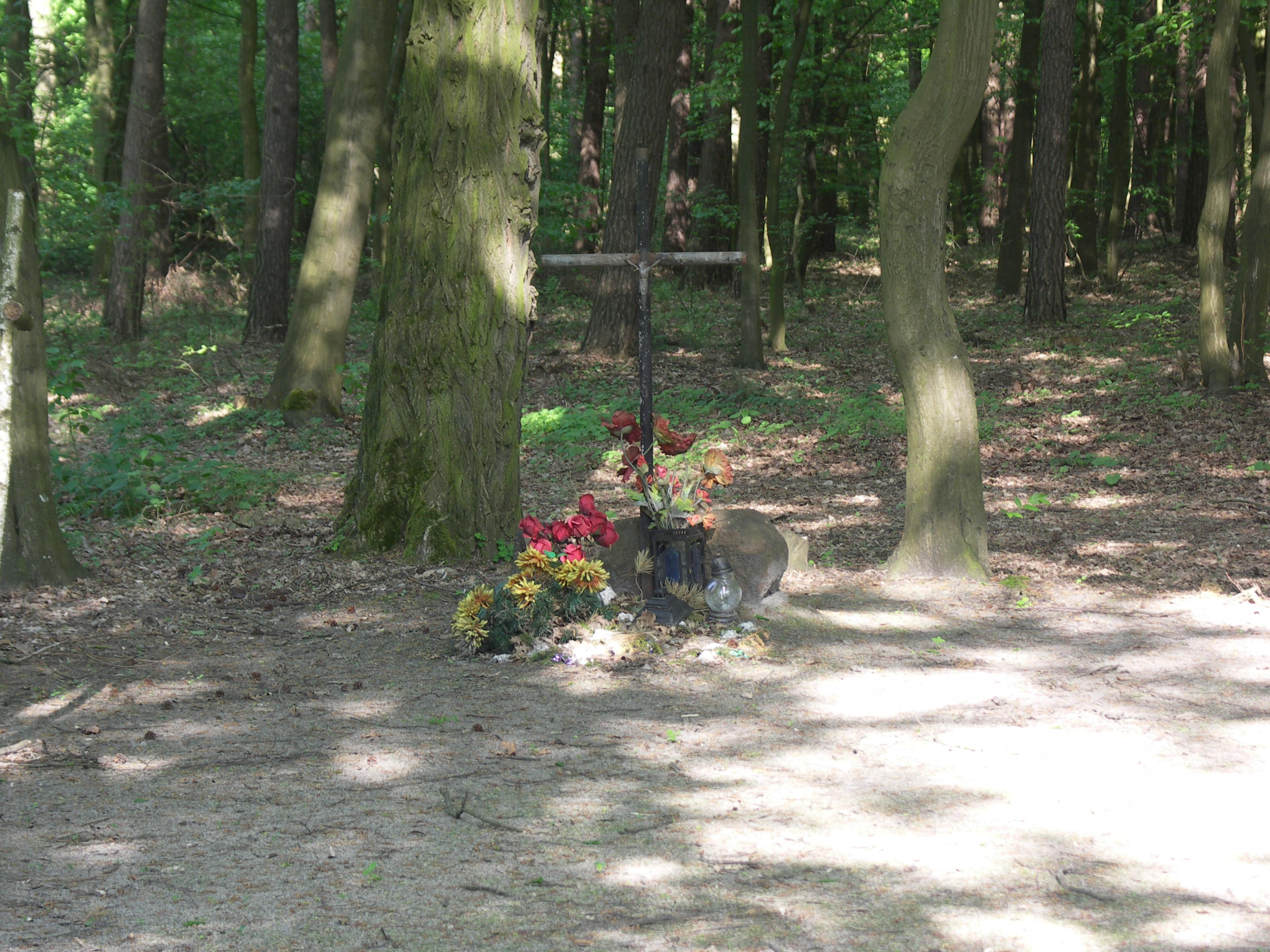
Krzyż z okresu I wojny światowej.

Złotokłos – wieś sołecka w Polsce położona w województwie mazowieckim, w powiecie piaseczyńskim, w gminie Piaseczno.
W latach 1975–1998 miejscowość położona była w województwie warszawskim.
W miejscowości znajduje się kościół i siedziba parafii Matki Bożej Łaskawej, należącej do dekanatu tarczyńskiego, archidiecezji warszawskiej.

## Historia
Osada powstała po I wojnie światowej w wyniku parcelacji w latach 1924–1935 dóbr Szczaki przez rodzinę Orsettich (herbu Złotokłos), a następnie hr. Wojciecha Rostworowskiego. Plany nawiązywały do anachronicznego już wtedy pomysłu utworzenia kolejnego miasta ogrodu, a hasło reklamujące kupno działek w Letnisku Złotokłos brzmiało: "pracuj w mieście, mieszkaj na wsi". Zaletami osady było dobre połączenie z Warszawą – dzięki motorowej Kolei Grójeckiej czas dojazdu z przystanku Szczaki Złotokłos do stolicy wynosił zaledwie 45 minut, a także walory klimatyczne – w Złotokłosie miało powstać uzdrowisko kardiologiczne. Kryzys gospodarczy w latach dwudziestych, a następnie II wojna światowa pokrzyżowały te plany. Nie zrealizowano koncepcji miasta ogrodu, nie powstały parki, place ani Dom Ludowy.
Po upadku Powstania Warszawskiego mieszkańcy Złotokłosu udzielali schronienia licznym uchodźcom. Przez krótki czas funkcjonowała także Caffe Fogg, którą prowadził słynny piosenkarz Mieczysław Fogg. W 1945 roku erygowano parafię Matki Bożej Łaskawej.
W okresie powojennym Złotokłos zmienił swój charakter, bardziej przypominając wieś niż osadę letniskową. Stopniowa likwidacja Kolejki Grójeckiej dodatkowo spowolniła jego rozwój. W miejscowości tej swoje dzieciństwo spędził Marek Hłasko. Zmiany nastąpiły pod koniec XX wieku. Poprawiono infrastrukturę (gazyfikacja, wodociągi, oświetlenie i utwardzenie nawierzchni ulic, nowa centrala telefoniczna). Powstał duży zespół szkolny obejmujący szkołę podstawową i gimnazjum. Szkoła od 2022 r. nosi imię Mieczysława Fogga. Rozwój Złotokłosu dokonuje się przede wszystkim poprzez budownictwo indywidualne, natomiast nie prowadzi się prac w kierunku ewolucji przestrzeni publicznej. Nie ma więc mowy o powrocie do dawnej koncepcji miasta ogrodu, a Złotokłos pozostaje jednym z typowych podwarszawskich osiedli.

## Zabytki
- Kościół Matki Bożej Łaskawej. Absyda świątyni pochodzi prawdopodobnie z pierwszej połowy XIX wieku. Kolejne remonty pozbawiły kościół nastaw ołtarzowych wzorowanych na lewiczyńskich, lecz mimo rozbudowy z końca lat 30. pozostawiono nawiązania do stylu romańskiego.
- Willa hrabiego Rostworowskiego, nazywana pałacem, przetrwała w dobrym stanie do końca XX wieku. W latach 1948–1992 była wykorzystywana jako budynek szkolny (uczyły się tu dzieci z klas III-VIII SP w Złotokłosie). Gdy szkoła została przeniesiona do nowej siedziby, willa została całkowicie zdewastowana. Podobny los spotkał otaczający budynek XVIII-wieczny park o układzie geometrycznym oraz młyn, dom rządcy i czworaki.
- Cmentarz wojenny z okresu I wojny światowej.

## Komunikacja
Do Złotokłosu można dojechać autobusem:
- Linią ZTM 728 na trasie P+R Al. Krakowska – Złotokłos[11],
- Linią komunikacji gminy Piaseczno L2 i L12 na trasie Urząd Miasta - Złotokłos[11].

## Sport
W miejscowości działa Ludowy Klub Sportowy "Perła Złotokłos". Sekcja piłki nożnej składa się z siedmiu, zróżnicowanych wiekowo, drużyn. Seniorzy "Perły" występują w IV Lidze grupie mazowieckiej (południe). Oprócz piłki nożnej w klubie funkcjonują młodzieżowe drużyny siatkówki.